# Анохин, Виталий Витальевич
Вита́лий Вита́льевич Ано́хин (24 ноября 1941, Ростов-на-Дону — 17 октября 2003, Ростов-на-Дону) — кинооператор и видеооператор государственной телерадиокомпании «Дон-ТР», Ростов-на-Дону. Член Союза Кинематографистов СССР и России и Гильдии Кинооператоров России.

## Биография
В конце 1950-х годов пришёл на Ростовский электровозоремонтный завод имени Ленина (РЭРЗ) учеником токаря. Затем проходил воинскую службу в ракетных частях ПВО под Херсоном, Украина.
В начале 1960-х годов пришёл на Ростовское телевидение (Ростовский Областной Комитет по телевидению и радиовещанию). Работал установщиком декораций, осветителем, затем — ассистентом кинооператора. Наставником был «мэтр» ростовского документального кино — кинооператор Валентин Андреевич Тимошенко, под руководством которого Виталий Анохин постигал азы операторского мастерства и искусство работы со светом. Позднее прошёл учёбу на курсах повышения квалификации при ВГИК, г. Москва, по специальности "оператор комбинированной съёмки".
Основная работа кинооператора телевидения включала создание документальных фильмов и съёмку сюжетов для выпусков новостей центрального и местного телевидения, а также для тематических передач. Киносъёмки производились на кинокамеры форматов 16 и 35 мм, а после появления видеотехники — на видеокамеры.
Как кинооператор, В. В. Анохин снимал фильмы и сюжеты в самых разных местах СССР и условиях — в горах (Архыз), в Средней Азии (Кушка), под Курском (КМА), в Белгороде, в тундре и тайге (Тюменская область), заповеднике (озеро Маныч-Гудило). В 1995 году был в командировке в Чечне, проехав в бронетранспортёре по разбитому, но опасному городу Грозному. В объектив его кинокамеры попадали многие известные люди Донского края: писатели Михаил Шолохов, Анатолий Калинин, Виталий Закруткин, Герои Социалистического труда Михаил Чих, Нина Переверзева, спортсмены Виктор Понедельник, Сергей Андреев, Людмила Турищева, Василий Алексеев и Давид Ригерт, а также многие другие — врачи, рабочие, труженики села, учёные, архитекторы, учителя, военные, партработники…
В его творчестве достаточно большую часть занимали родной город Ростов-на-Дону и Ростовская область.

## Галерея
- Виталий Анохин. Слева — режиссёр Юрий Калугин, справа — ассистент кинооператора Владимир Чайкин[1]
- Виталий Анохин. Слева — директор фильма Виктор Кравченко
- Виталий Анохин за работой, Тюменская область, съёмки фильма "На земле и в небе" по заказу Ростовского вертолётного завода
- Виталий Анохин на съёмках фильма «Архыз». Слева — режиссёр Юрий Калугин, справа — водитель съёмочной группы Валентин Лупилин

## Фильмография
Снял более 30 документальных фильмов и огромное количество информационных сюжетов и очерков. Большая часть фильмов снята с режиссёрами Юрием Калугиным, Евгением Иващенко, Станиславом Илларионовым. Фильмы «Солдат России» и «Господа кадеты» — призёры конкурса документальных фильмов им. Л. Мазрухо. Фильм «Заповедные острова» про заповедник у озера Маныч-Гудило и его животных был приобретён французским телевидением и неоднократно демонстрировался в эфире.

### Некоторые фильмы
Ассистент оператора:
- «Ростов-город, Ростов-Дон», 1974 год, (ассистент оператора), 2 Части, 35 мм, цветн.

Кинооператор:
- «Большая дорога», 1976 год, 2 Части, 35 мм, ч/б
Документальный фильм об истории создания коммуны «Сеятель» в Сальском районе и о сегодняшнем дне колхоза им. 22-го партсъезда.
- «Заповедные острова», 1977 год, 2 Части, 35 мм, цветн.
Фильм об озере Маныч-Гудило, о его флоре и фауне.
- «Архыз», 1978 год, 1 Часть, 35 мм, цветн.
Фильм об уникальном природном горном уголке Северного Кавказа.
- «Берега», 1978 год, 2 Части, 35 мм, ч/б
Фильм рассказывает о расчистке малых рек в Ростовской области.
- «Курск», 1979 год, 2 Части, 35 мм, цветн.
Фильм из цикла «Города Советского союза».
- «Цвет дня твоего», 1979 год, 1 Часть, 35 мм, цветн.
Фильм рассказывает о цветоводческих хозяйствах Дона.
- «Без отстающих», 1979 год, 1 Часть, 35 мм, цветн.
Фильм о коллективе совхоза «Артемовец» Октябрьского района Ростовской области.
- «Белгород», 1980 год, 2 Части, 35 мм, цветн.
Фильм из цикла «Города Советского союза».
- «От Волги до Дона», 1980 год, 1 Часть, 35 мм, цветн.
Десяти минутное путешествие по водному пути от Волги ло Дона по Волго-Донскому каналу.
- «На земле и в небе», 1980 год, 2 Части, 35 мм, цветн.
Документальный фильм о работниках РВПО (Роствертол)
- «На земле адыгов», 1981 год, 3 Части, 35 мм, цветн.
Документальный фильм об Адыгее и о людях, живущих на этой земле.
- «Ростов-на-Дону. Ему присущие черты», 1982 год, 2 Части, 35 мм, цветн.
Документальный фильм об архитектурном облике Ростова.
- «Вклад души», 1982 год, 3 Части, 16 мм, цветн.
Документальный фильм о двух руководителях рисоводческих хозяйств на Кубани — Майстренко и Хальченко (плёнка «Кодак»).
- «В краю Тихого Дона», 1983 год, 3 Части, 35 мм, цветн.
Обзорный фильм о жизни Ростовской области в 10-й пятилетке.
- «Всегда в поиске», 1983 год, 2 Части, 35 мм, цветн.
Киноочерк к областной партконференции.
- «Кони, кони», 1983 год, 1 Часть, 35 мм, цветн.
Фильм о донских скакунах, выращиваемых на конезаводах области.
- «30 минут без оркестра», 1983 год, 3 Части, 35 мм, цветн.
Музыкальный фильм-концерт о Ростовском камерном хоре под руководством Ю. Васильева.
- «Рабочая гордость», 1983 год, 3 Части, 35 мм, цветн.
Документальный фильм о рабочем «Ростсельмаша» Стороненко.
- «Право на победу», 1984 год, 1 Часть, 35 мм, цветн.
Фильм о метателе молота Сергее Литвинове.
- «Охранная грамота земли», 1984 год, 2 Части, 35 мм, цветн.
Документальный фильм о работе по оздоровлению земель в Ростовской области.
- «После школьного бала», 1984 год, 2 Части, 35 мм, цветн.
Документальный фильм о поиске путей закрепления молодежи на селе в Песчанокопском районе Ростовской области.
- «На одной земле», 1985 год, 3 Части, 35 мм, цветн.
Документальный фильм о руководителях трёх хозяйств Кагальницкого района.
- «Слово о Михаиле Шолохове», 1985 год, 3 Части, 35 мм, цветн.
Документальный фильм о М.А Шолохове.
- «Войди в любой дом», 1986 год, 2 Части, 16 мм, цветн.
Документальный фильм о бригаде Е. Колобековой из г. Волгодонска.
- «Кубанский эксперимент», 1987 год, 3 Части, 16 мм, цветн.
Документальный фильм о современных методах хозяйствования в АПК «Кубань».
- «Анатолий Калинин. Размышления о современнике», 1987 год, 3 Части, 35 мм, цветн.
Документальный фильм о донском писателе Анатолии Вениаминовиче Калинине.
- «В Старочеркасскую на праздник», 1988 год, 2 Части, 35 мм, цветн.
Фильм о традиционных фольклорных праздниках в ст. Старочеркасской.
- «Прелюдия», 1989 год, 3 Части, 35 мм, цветн.
Фильм о детском камерном хоре и его руководителе А. Канцберге.
- «Такая короткая, долгая служба», 1989 год, 2 Части, 16 мм, цветн.
Кинорассказ об армейских буднях новобранцев.
- «Прощаясь, здравствуй, говорю», 1989 год, 2 Части, 16 мм, цветн.
Главная тема фильма — жизнь спортсменов после ухода из большого спорта.
- «Драматургия успеха», 1990 год, 2 Части, 16 мм, цветн.
Фильм о совмещении несовместимого, о парадоксах нашей экономики на примере Таганрогского металлургического завода.
- «Последняя вишня на заднем дворе», 1991 год, 3 Части, 35 мм, цветн.[2]
Этот документальный фильм о ростовчанах, о каждом из нас, о нашей памяти, которая помогает человеку оставаться человеком.
- «Цветы лазоревые», 1991 год, 4 Части, 35 мм, цветн.
Музыкальный фильм о фольклорном коллективе Татьяны Рудиченко.
- «Семикаракорский фаянс», 1992 год, 1 Часть, 35 мм, цветн.
Музыкально-лирическая зарисовка о мастерах Семикаракорского фаянсового завода.
- «Солдат России», 1993 год, 3 Части, 35 мм, цветн.
Фильм о судьбе одного из 28-и панфиловцев — Иване Добробабине.
- «Господа кадеты», 1994 год, 2 Части, 35 мм, цветн.
Фильм о возрождении казачьих традиций на примере кадетского корпуса г. Новочеркасска.